# UTC-02:00

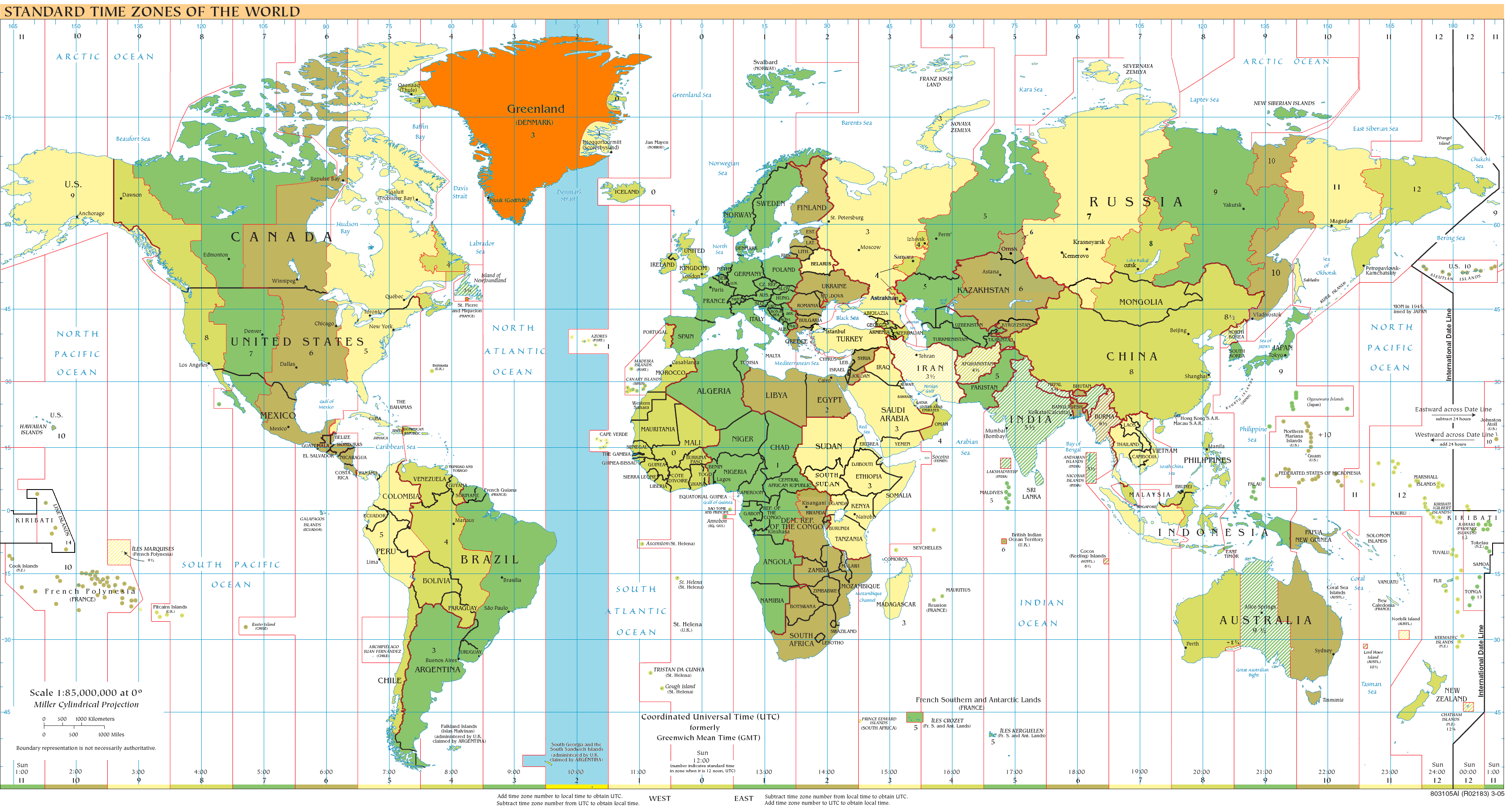
UTC-02:00

UTC-02:00 (O – Oscar) – strefa czasowa, odpowiadająca czasowi słonecznemu południka 30°W.
W strefie znajduje się m.in. Fernando de Noronha, King Edward Point i Nuuk.

## Strefa całoroczna
Ocean Atlantycki:
- Brazylia (wyspy Fernando de Noronha, Trindade i Martim Vaz)
- Georgia Południowa i Sandwich Południowy

## Czas standardowy (zimowy) na półkuli północnej
Ameryka Północna:
- Grenlandia (większość obszaru)

## Czas letni na półkuli północnej
Ameryka Północna:
- Saint-Pierre i Miquelon